# Élections générales saskatchewanaises de 1952

L'élection générale saskatchewanaise de 1952 se déroule le 11 juin 1952 afin d'élire les députés de l'Assemblée législative de la Saskatchewan. Il s'agit de la 12e élection générale en Saskatchewan depuis la création de cette province du Canada en 1905.

## Résultats
| Parti                                | Parti                                 | Chef                                  | # de candidats | Sièges | Sièges | Sièges  | Voix    | Voix    | Voix    |
| Parti                                | Parti                                 | Chef                                  | # de candidats | 1948   | Élus   | % Diff. | #       | %       | % Diff. |
| ------------------------------------ | ------------------------------------- | ------------------------------------- | -------------- | ------ | ------ | ------- | ------- | ------- | ------- |
|                                      | Commonwealth coopératif               |                                       | 53             | 31     | 42     | +35,5 % | 291 705 | 54,06 % | +6,50 % |
|                                      | Libéral                               |                                       | 53             | 19     | 11     | -42,1 % | 211 882 | 39,27 % | +8,67 % |
|                                      | Crédit social                         |                                       | 24             | -      | -      | -       | 21 045  | 3,90 %  | -4,19 % |
|                                      | Progressiste-conservateur             |                                       | 8              | -      | -      | -       | 10 648  | 1,97 %  | -5,66 % |
|                                      | Progressiste-conservateur indépendant | Progressiste-conservateur indépendant | 1              | *      | -      | *       | 1 542   | 0,29 %  | *       |
|                                      | Indépendant                           | Indépendant                           | 3              | 1      | -      | -100 %  | 1 517   | 0,28 %  | -1,95 % |
|                                      | Ouvrier progressiste                  |                                       | 2              | -      | -      | -       | 1 151   | 0,21 %  | -0,05 % |
|                                      | Libéral indépendant                   | Libéral indépendant                   | 1              | -      | -      | -       | 103     | 0,02 %  | -0,64 % |
| Total                                | Total                                 | Total                                 | 145            | 52     | 53     | +1,9 %  | 539 593 | 100 %   |         |
| Source : (en) Elections Saskatchewan |                                       |                                       |                |        |        |         |         |         |         |